# Abel Magalhães
Abel Sauerbronn de Azevedo Magalhães ou simplesmente Abel Magalhães (Cantagalo, 30 de maio de 1881 — Niterói, 1 de abril de 1969), foi um advogado, magistrado e político brasileiro.

## Biografia
Filho do desembargador José Alves de Azevedo Magalhães e de Ana Sauerbronn. Casou-se com Helena Meireles. Tiveram uma filha.
Iniciou e concluiu os seus estudos primários e secundários no Colégio Cunditt. Bacharelou-se em direito na Faculdade de Ciências Jurídicas e Sociais, no Rio de Janeiro, em 11 de janeiro de 1902.
Foi juiz de direito no estado do Rio de Janeiro; juiz do Tribunal Eleitoral do Estado do Rio de Janeiro; juiz e desembargador do Tribunal de Apelação do estado do Rio de Janeiro, quando a capital era na cidade de Niterói; presidente do mesmo Tribunal; desembargador do Tribunal Regional Eleitoral (TRE).
No magistério, foi professor substituto de Economia Política; professor catedrático de Direito Administrativo e diretor da Faculdade de Direito de Niterói (UFF), no Estado do Rio de Janeiro, da qual foi um dos seus fundadores.
Quando exercia o cargo de presidente do Tribunal Regional Eleitoral, foi nomeado interventor federal no Rio de Janeiro, administrando o estado de 6 de novembro de 1945 a 10 de fevereiro de 1946.
Também foi membro da Comissão de Revisão Jurídica dos Contratos do Ministério de Viação; membro da Comissão de Contratos do Estado do Rio de Janeiro; membro da Academia Fluminense de Letras, do Instituto dos Advogados Fluminenses (do qual foi 1º Vice-Presidente), da Associação dos Magistrados Brasileiros, do Instituto de Proteção e Assistência à Infância de Niterói (Diretor); e do Patronato dos Menores Abandonados.